# Penzing

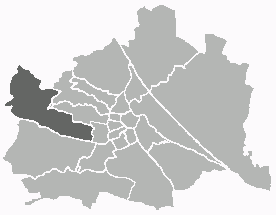
Poloha Penzingu na mapě Vídně

Penzing ( [ˈpɛnʦɪŋ]) je 14. vídeňským městským okresem. Okres sestává z částí Penzing, Breitensee, Baumgarten, Hütteldorf a Hadersdorf-Weidlingau. Okres sousedí na západě a severozápadě s dolnorakouskými obcemi Purkersdorf a Mauerbach a s vídeňskými městskými částmi (od severu podle směru hodinových ručiček) Hernals, Ottakring, Rudolfsheim-Fünfhaus a Hietzing.

## Geografie
Penzing leží v západní části Vídně a je svou plochou 33,82 km² čtvrtým největším vídeňským okresem. Penzing přitom užívá 8,2 % plochy Vídně. Okres sousedí na jihu za řekou „Wienfluss“ se 13. okresem Hietzing a na severozápadu se spolkovou zemí Dolní Rakousy, kde má okres velké plochy u Vídeňského lesa. Dalším sousedem je 16. okres Ottakring na severu a 15. okres Rudolfsheim-Fünfhaus na východě.
Penzing je okres s druhou největší zalesněnou částí Vídeňského lesa. Lesy zaujímají 47,4% ploch okresu. Nejvyšším bodem na území okresu je „Schutzengelberg“ (508 m), nejníže je silniční křižovatka „Winckelmannstraße“ – Linke Wienzeile (kolem 189 metrů).

## Geologie
Penzing leží v přechodové oblasti Alp a Vídeňské pánve. Geologie se rozčleňuje do dvou větších oblastí. Na západě jsou bohaté lesy a kopcovité alpské flyše (pískovec Vídeňského lesa). Ty dosahují okraje města až k linii mostu „Baumgartenbrücke“ a křižovatku Flötzersteig / „Waidäckergasse“ a zahrnuje maximální částí území okresu. „Charakteristika“ pro tuto oblast jsou zploštělá návrší bez strmých svahů. Pouze potoky se zařízly v horních tocích do hlubokých údolí (Tobel). Flyšová pásma se dělí na flyše severní a flyše jižní zóny. Mezi nimi je 2,5 až 3 km široká Schottenhof zóna (také hlavní skalní oblast), z různých typů hornin. Na východ od flyšové zóny je Vídeňská pánev. Krajina je méně výrazná, jen „Wiental“ klesá příkře dolů.

### Kopce
.

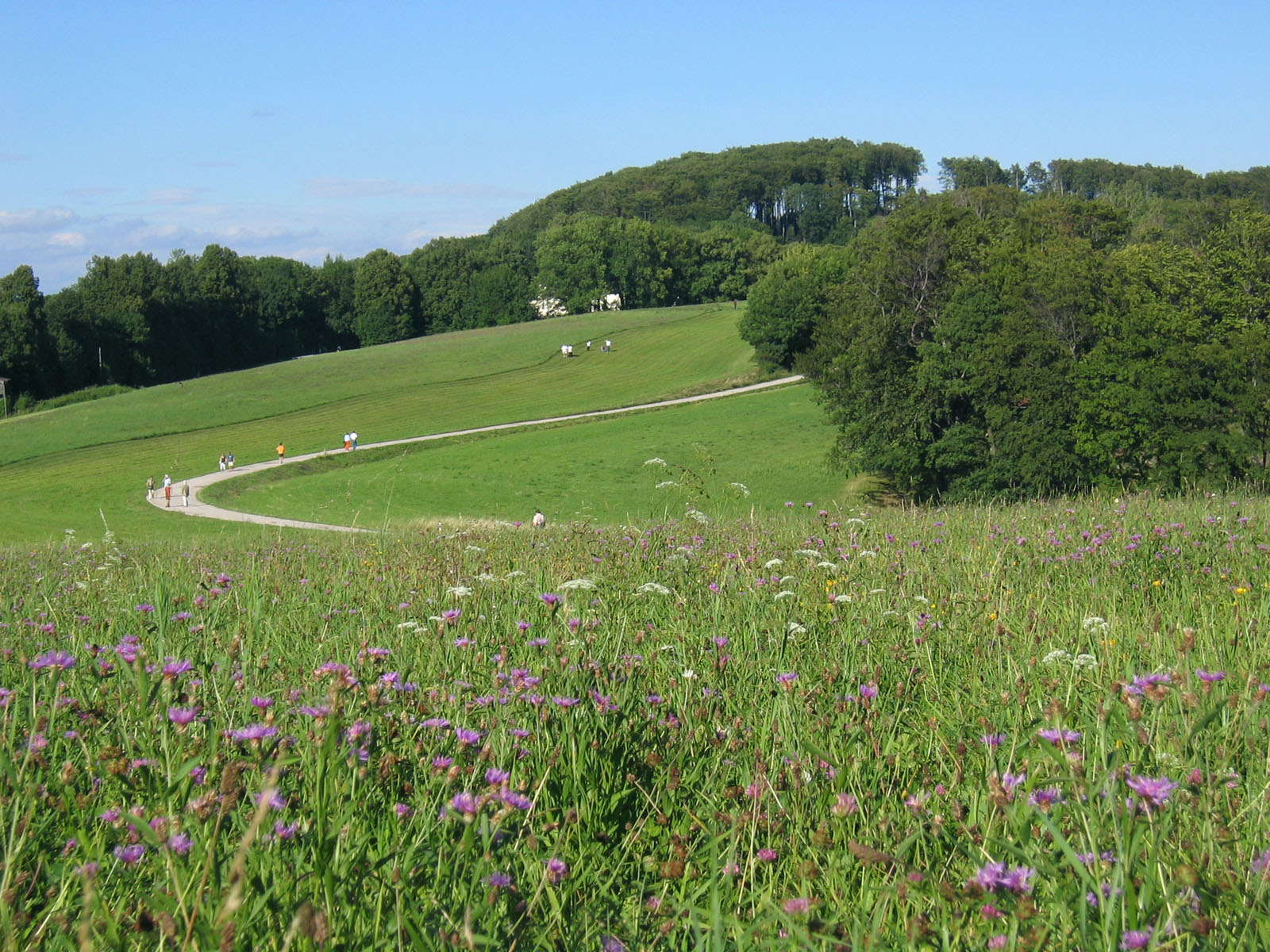
Sophienalpe u Rosskopfu

Nejvyšší kopce jsou v severozápadním území okresu. Nejvyšší kopec je Engelberg (508 m) na hranici Dolních Rakous. Jen málo nižší je jihovýchodní sousední „Rosskopf“ (507 m) ve Sophienalpe. Také v severozápadní části okresu je „Hochbruckenberg“ (497 m), vysoká stěna (450 m) se známým lyžařským vlekem, a „Kolbeterberg“ (426 m), „Hühnersteig“ (415 m) a „Lebereck“ (395 m). Jižně od Vídně, u Weidlingau, je „Mühlberg“ (311 m). Už v zastavěném území u Hadersdorfu je „Wolfersberg“ (322 m), východně pak „Satzberg“ (424 m) a „Hüttelberg“.

### Vodstvo
Penzingem protéká, kvůli velké části okresu ve Vídeňském lese, značný počet potoků a řek. S výjimkou horního toku řeky Als
(Dornbach) na severní hranici okresu vtékají všechny potoky do řeky Wienfluss, která na jižní hranici okresu je nejdůležitější pro okres. Zde byla také vybudována retenční nádrž Auhof. Důležitým přítokem v obvodu okresu je z Dolních Rakous do Penzingu tekoucí potok „Mauerbach“. Ten zachytí početné potoky z Vídeňského lesa, mezi které patří „Steinbach“, „Hannbaumbach“, „Hainbach“, „Kasgraben“ a „Kolbeterberggraben“. Západně Mauerbach ústí do Wienfluss, východně je napájen potoky „Halterbach“ a „Wolfsgraben“. Také je na území okresu „Rosenbach“, který krátce před „Linzer Straße“ se mění v Bachkanal. Součástí kanalizace se stal „Ameisbach“, který pramení ve Steinhofu a zpočátku teče přes „Ameisbachzeile“ a v „Ameisgasse“ ústí do Wienfluss.

## Sousední okresy a obce
Jižní hranice okresu Penzingu naproti Hietzingu probíhá převážně podél břehu Wienfluss. Pouze velmi malé území okresu na jihozápadě (Weidlingau a Auhof) jakož i malý pruh kolem „Nikolaisteg“ leží jižně od Wien.
Na jihovýchodě sousedí Penzing s okresem Rudolfsheim-Fünfhaus. Hranice okresu probíhá podél ulic „Schlossallee“ – „Mariahilfer Straße“ – „Winckelmannstraße“ – „Linzer Straße“ – „Johnstraße“ – „Fenzlgasse“ – „Beckmanngasse“ – „Hütteldorfer Straße“ a „Schanzstraße“.
Na severu Penzingu je hranice „Ottakringu“.
Na západě hranice probíhá přes ulice „Steinbruchgasse“ k „Flötzersteigu“, „Spiegelgrundstraße“, „Sanatoriumstraße“, „Reizenpfenniggasse“, „Hansl-Schmid-Gasse“ a „Johann-Staud-Straße“. Potom probíhá hranice mezi „Gallitzinbergem“ a „Satzbergem“ přes Vídeňský les k „Amundsenstraße“. Tuto tvoří společně s horním tokem „Als“ („Dornbach“) k hranici „Hernalsu“.
Na severozápadu a západu sousedí Penzing ve Vídeňském lese s dolnorakouskými obcemi „Klosterneuburg“, „Mauerbach“, „Gablitz“ a „Purkersdorf“ (od severovýchodu k jihozápadu).

### Okresní části

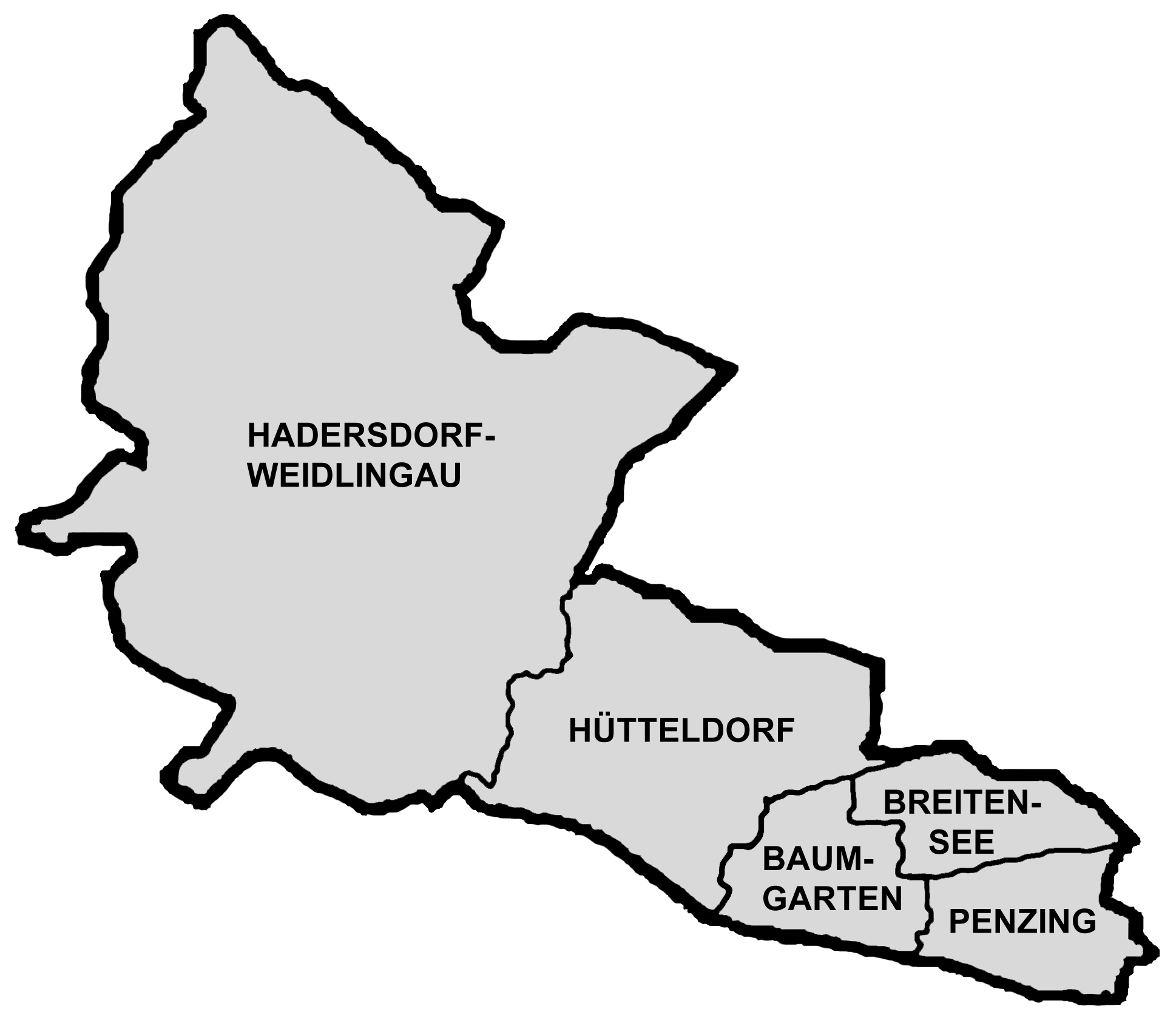
Části okresu Penzing

Penzing se vytvořil z bývalých obcí Penzing, Breitensee, Baumgarten, Hütteldorf a Hadersdorf-Weidlingau.
Okres se dnes člení na sedm katastrálních území: Penzing, Hütteldorf, Hadersdorf, Weidlingau, Oberbaumgarten, Unterbaumgarten a Breitensee.
Také menší část Auhofu a Hacking leží v okrese Penzing. Další členění okresu je podle potřeby úřední statistiky, ve kterých je započítán do obecních obvodů. Také dvanáct částí Penzing jsou Breitensee, An der Windmühle, Penzing, Unter-Baumgarten, Am Ameisbach, Ober-Baumgarten, Hugo Breitner-Hof, Baumgartner Friedhof-Flötzersteig, Am Steinhof, Hütteldorf, Wolfersberg a Hadersdorf-Weidlingau. I přes částečnou shodnost názvů je obvod počítán podle katastrálních území.

### Využití ploch
Stavebních ploch Penzingu je 26,5 % (v celé Vídni 33,3 %), kde tato čtvrtina má nejnižší význam pro vídeňské městské okresy. Stavební plochy jsou rozděleny takto: 74,6 % na obytné stavby a 14,9 % ploch připadá na kulturní, náboženské, sportovní nebo veřejné zájmy. Tato relativně vysoká cena je pro vídeňské okresní obvody průměrná vůči průměrného podílů ploch podniků. Zeleň v Penzingu má podíl 62,4 %. To je druhá nejvyšší hodnota ve Vídni po okrese Hietzing. 75,8 % zeleně připadá na les, 9,7 % ploch jsou louky, 5,2 % připadá na malé zahrady, 5,2 % jsou parky. Zemědělsky užitná plocha a plochy pro volný čas činí jen nepatrnou část ploch. Vodní plochy jsou 1,6 %, dopravní plochy zabírají 9,4 %, tj. třetí nejnižší ve Vídni.

## Historie

Penzing a okolí v roce 1872 (Františko-Josefínské zemské pojmenování bylo zavedeno při měření a mapování).

Území dnešního okresu bylo, vyjma Hadersdorf-Weidlingau, na základě zákonů z roku 1890, dnem 1. ledna 1892 sloučeno s Vídní a vytvořil se dnešní 13. okres (bez Lainzer Tiergarten) nazvaný Hietzing. V novém období podle říšských zákonů dne 15. října 1938 byl okres rozdělený. Na sever od řeky Wien území starého 13. okresu rozděleno na nově vytvořený 14. okres. Od roku 1954 jsou hranice okresu téměř nezměněny.
Od roku 1990 došlo ke třem menším změnám v rámci okresu. Roku 1992 byl „Auer-Welsbach-Park“ přesunut ze 14. do 15. okresu.
V roce 1995 v rozsahu „Josef-Weinheber-Platz“, „Steinbruchstraße“, Kendlerstraße, „Sporckplatz“ a „Ibsenstraße“ – provedena změna u Rudolfsheim-Fünfhaus a Ottakring. stejně jako v oblasti „Johann-Staud-Gasse“ a Ottakring. Byla provedena změna hranice u řady soukromých pozemků s rodinnými domy a hasiči Steinhof, které přešly do Ottakringu, především park, sportovní zařízení a dopravní plocha.

## Obyvatelstvo

### Vývoj počtu obyvatel
- V roce 1869 měl okres Penzing pouze 12 397 obyvatel.
- Stálý příchod lidí do Vídně a sousedních obcí v roce 1892 se počet obyvatel zdvojnásobil.
- Růst obyvatelstva pokračoval dále a v roce 1934 dosáhl vrcholu 98 123 obyvatel.
- Poté dochází v sedmdesátých letech ke snížení počtu obyvatel na 80 000 obyvatel.
- Po snížení v roce 2001 (78 169 obyvatel) začíná vývojová tendence k přírůstku obyvatel.
- Počátkem roku 2009 počet obyvatel se zvýšil na 84 187 lidí.
- V roce 2024 měl okres 98 161 obyvatel.[9]

### Struktura obyvatel
Věková struktura obyvatel Penzingu se v roce 2001 liší od vídeňského průměru. Počet dětí do 15 roků se 14,0 % je jen málo pod průměrem celé Vídně (14,7 %). Také podíl obyvatelstva mezi 15 a 59letých s 62,5 % (Vídeň: 63,6 %) je průměrný. Podíl lidí ve věku 60 a více let byl v roce 2001 23,5 % (Vídeň 21.7 %) posílil. Podle pohlaví žilo v okrese 46,3 % mužů a 53,7 % žen, počet osob s uzavřeným manželstvím v Penzingu 41,9 % oproti 41,2 % v celé Vídni.

### Původ a jazyk obyvatel
Podíl zahraničních obyvatel okresu byl v roce 2005 15,2 % (Vídeň 8/,7 %), ukazuje se od roku 2001 s 12,8 % tendence vzestupná v celé spolkové zemi. Nejvyšší podíl zahraničních osob v roce 2005 okolo 4,3 % připadá na státní občany ze Srbska a Černé Hory. Dalších 1,8 % bylo z Turecka, 1,1 % z Bosny a Hercegoviny, Polska a Německa a 1,0 % Chorvatů.
Všech národností bylo v roce 2001 19,5 % penzingských obyvatel a v Rakousku se už narodilo 5,8 % a mluví srbsky, 3,2 % turecky a 2,3 % chorvatsky. 

### Náboženství
Podíl počtu obyvatel s římskokatolickým vyznáním bylo roku 2001 52,1 % (Vídeň 49,2 %). V okrese je devět katolických farních úřadů, které vytváří 14 děkanátů v arcidiecézi Vídeň. Také podíl evangelické církve je 5,2 % lehce nad průměrem. Počet lidí s islámskou vírou bylo 5,6 % . Pravoslavnou církev vyznává 5,6 % tj. lehce nad průměrem. Další 5,9 % uznává jiná náboženství anebo je bez vyznání.

## Politika
Sociálně demokratická strana Rakouska (SPÖ) je od konce druhé světové války stálou politickou stranou, proto od té doby má bez přerušení představitele v okresu Penzing.
Rakouská lidová strana (ÖVP) je od konce druhé světové války druhou nejsilnější politickou stranou, proto je bez přerušení zastoupena představitele v okresu Penzing. V roce 1991 byla ale na vzestupu Svobodná strana Rakouska (FPÖ), ale nárok na zastoupení v okrese nemá.
Roku 1996 zvýšila FPÖ volební výsledek, avšak nepřesáhla potřebných 10 % a utrpěla těžkou ránu. Také ÖVP ztratila hlasy, zatímco Liberální fórum (LIF) získala při prvních volbách přes 8 %, málo hlasů získali také „Zelení“.
Při volbách v roce 2001 se otočila vývojová tendence. LIF ztratil více než polovinu volebních hlasů a FPÖ se vrátil výsledek z roku 1991, avšak nestačil na dosažení ÖVP. SPÖ vyrovnala předchozí ztráty, Zelení získali ze ztráty LiF. ÖVP mohla předejít před FPÖ a získat pozici v okrese funkcí náměstka. Také Zelení mohli v roce 2005 předhonit FPÖ.

## Pamětihodnosti

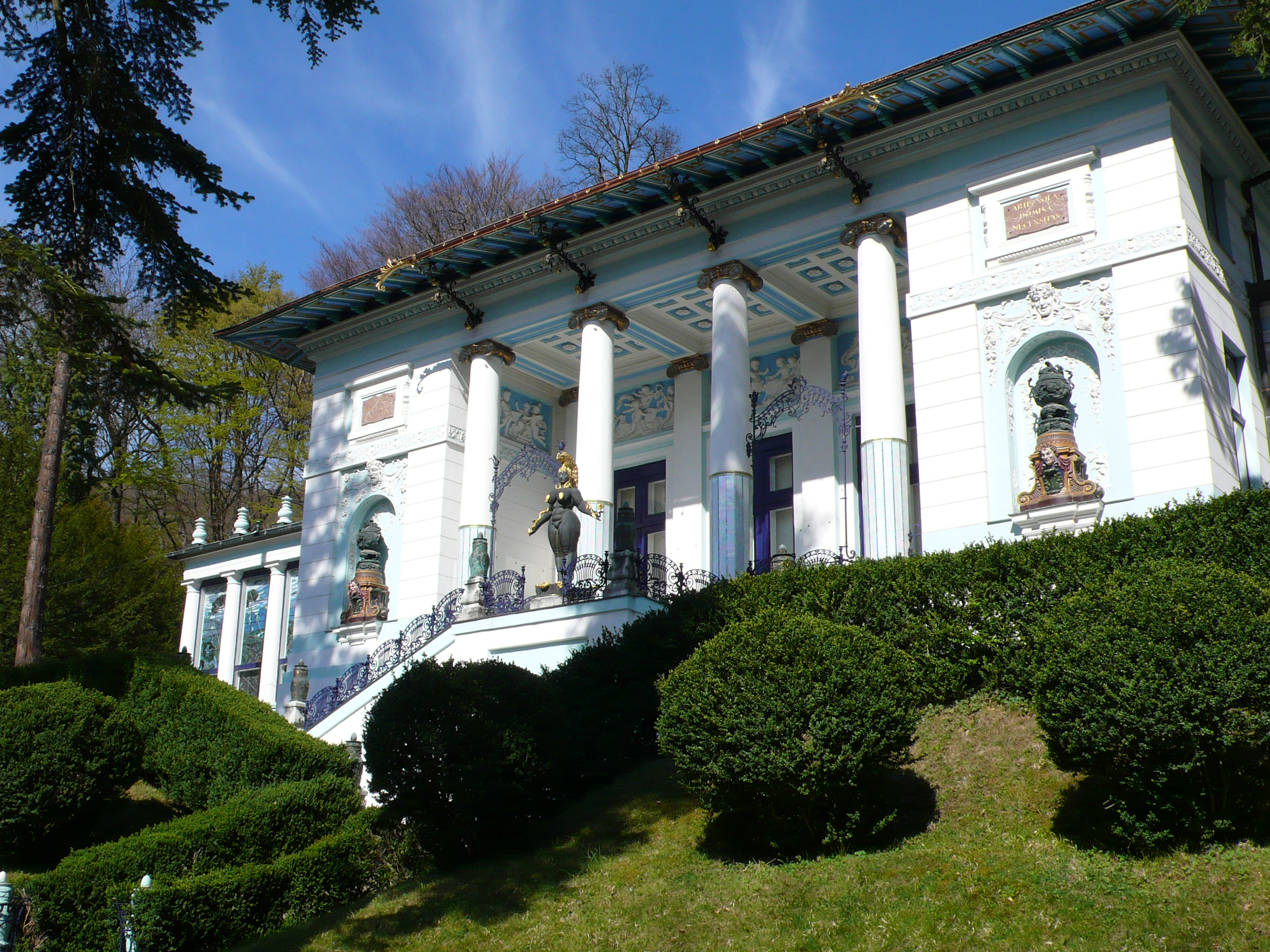
Wagnerova vila I, 1886–1888

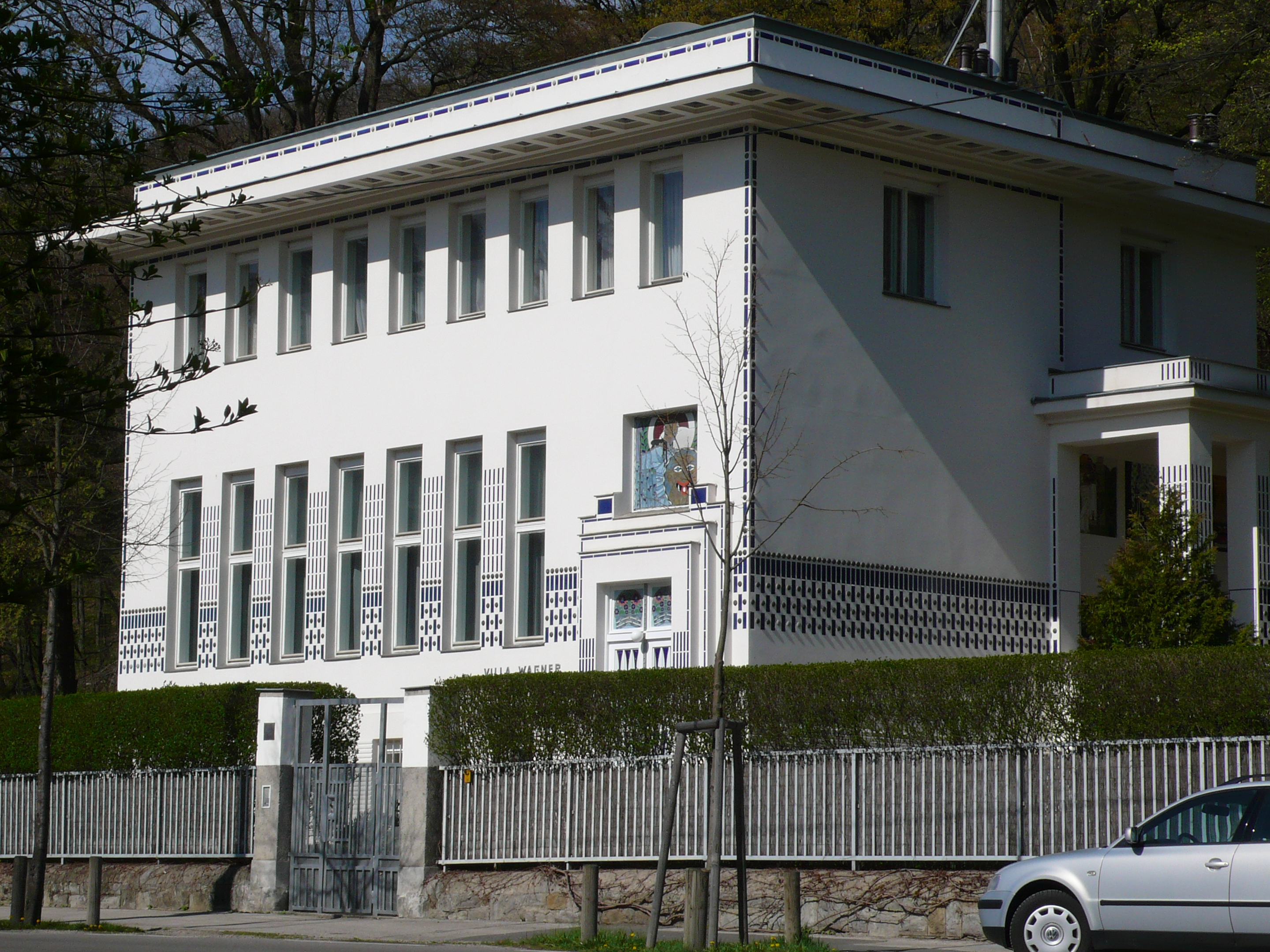
Wagnerova vila II, 1912–1913

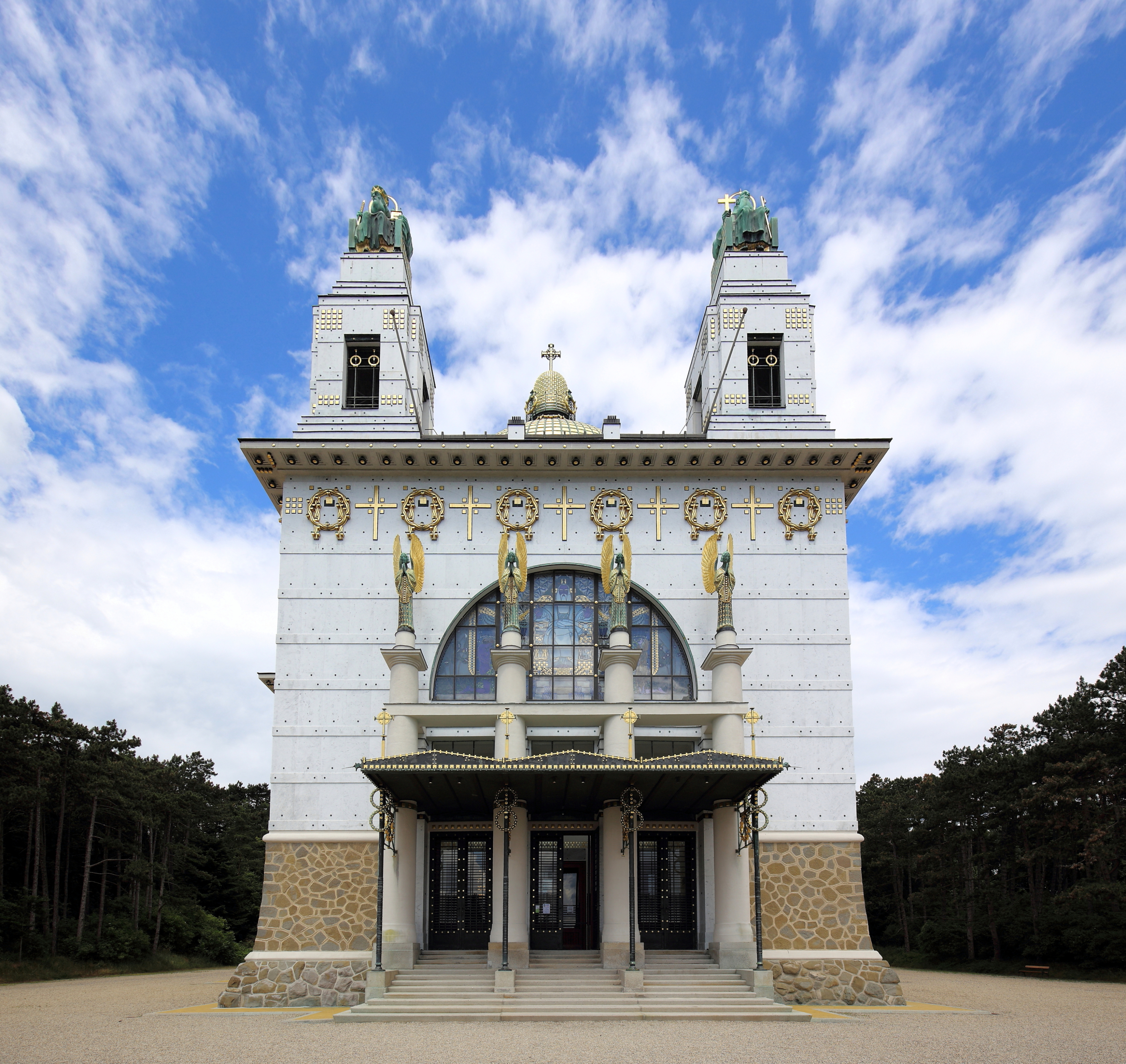
Kostel ve Steinhofu, 1904–07 postavil Otto Wagner

- Fuchsova vila (Otto-Wagner-Villa I) v Hüttelbergstraße 26. Ve vile je soukromé muzeum malíře Ernsta Fuchse (Ernst Fuchs Privatmuseum)
- Villa Wagner II v Hüttelbergstraße 28, postavena 1912–1913
- Kostel u Steinhofu – nejvýraznější secesní stavba, projekt Otto Wagner postavená na zaoblený vrcholek Baumgartner Höhe, před rokem 2006 rozsáhle opravena

### Část velkých investic
- Sociálně medicínské centrum Otto-Wagner-Spital (na Steinhofu) - 1904-1907 podle plánů Otto Wagnera postavený „Dolnorakouský ústav pro choromyslné"
- Zámek Laudon - barokní vodní zámek ve Hadersdorfu
- Palác Cumberland - zámek z roku 1866 ve Vídni pro posledního krále Hannoverského v exilu
- Dehnepark - přírodní park o rozloze kolem 50.000 m^(2), dříve v majetku filmového herce a režiséra Willi Forst, část Vídeňského lesa
- Oberbaumgartnerský farní kostel - 1963-1965 postavený podle plánů Johann Georg Gsteu
- Čerpací stanice Breitensee - na Hütteldorfer Straße 142, první vodárna sítě vídeňských vodovodů, do provozu uvedena 1896
- Obytný dům - v Rosentalgasse 19 od Ernst Plischke (1931)

### Muzea
- Technické muzeum Vídeň - v muzeu jsou exponáty a modely z dějin techniky se zvláštním zřetelem na ukázky rakouského podílu na technický rozvoj
- Ernst-Fuchs-Museum v Otto-Wagner-Villa I (viz nahoře), světová sbírka z prací Ernsta Fuchse
- Památník Steinhof - připomenutí zločinů na dějinnou euthanasii z doby vraždění za nacionálního socialismu
- Okresní muzeum Penzing ve staré budově úřadu na Penzinger Straße, Ecke Nisselgasse - dějiny staré obce s dílnami a posledním kovářem v okrese a s hokynářem v obchodní ulicí s výlohami

## Hospodářství a infrastruktura

### Doprava

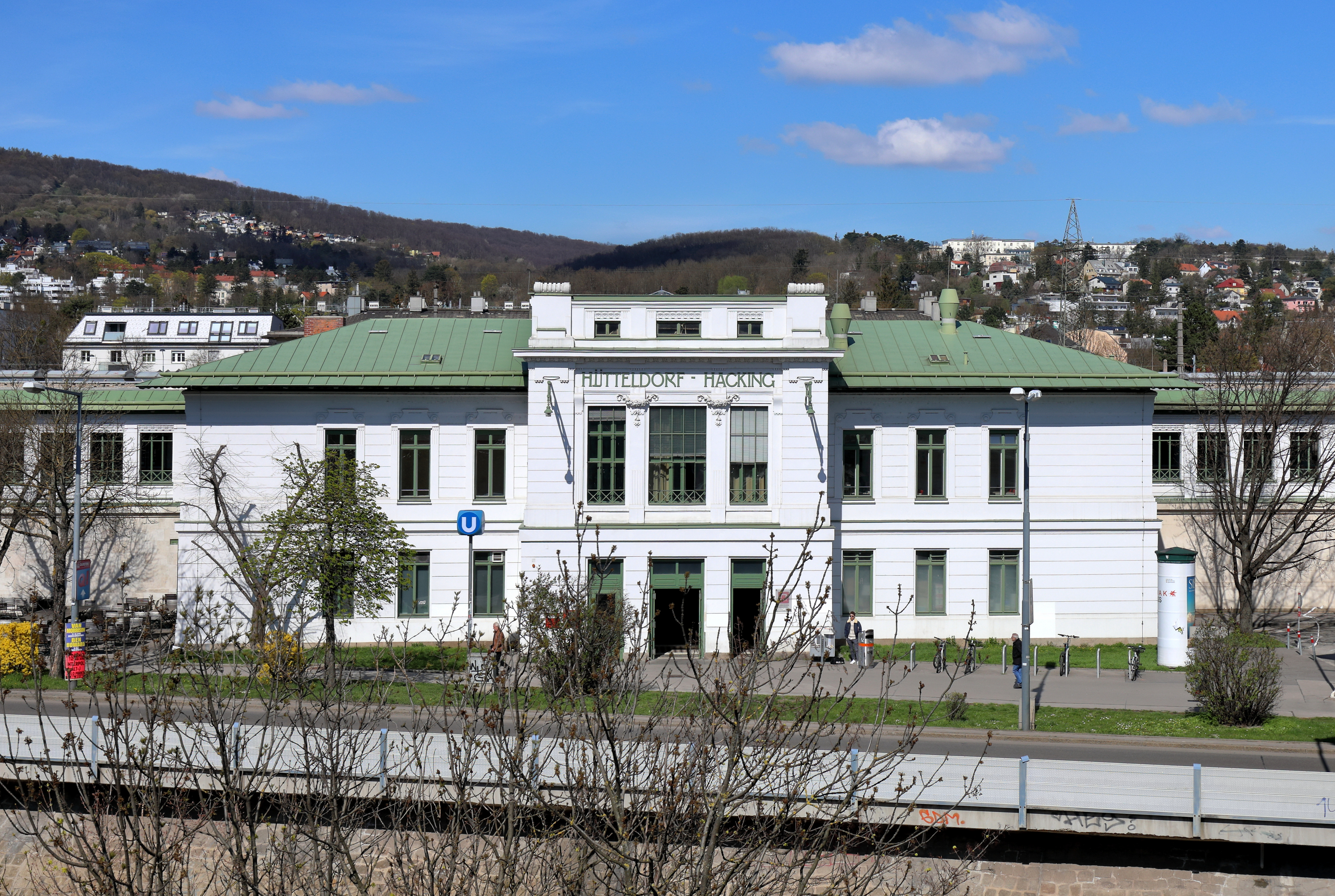
Nádraží Vídeň-Hütteldorf, západní konečná stanice postavena v roce 1898 podle projektu Otto Wagnera.

Přes okres probíhá od východu k západu "Westbahn" (Západní dráha) ve směru na Linz (Linec) a Salzburg (Salcburk), jejímž hlavním vídeňským nádražím je „Wien Westbahnhof" (Vídeň-západní nádraží) nacházející se ve východním sousedním 15. okrese. Dalším spojením je "S-Bahn" se stanicemi v okrese Penzing, Hütteldorf, Hadersdorf a Weidlingau.
V Hütteldorfu je konečná stanice podzemní dráhy U-Bahn (U4) vedoucí od centra města. Linka U4 jede z Hütteldorf přímo do středu města podél řeky Wienfluss přes hranice okresu 13/14., takže ve 13. okrese je výhodná U-Bahn se stanicemi Ober-St.-Veit, Unter-St.-Veit, Braunschweiggasse a Hietzing také ve 14. okrese. Stanice Hietzing je v části křižovatkou Hietzing, Kennedybrücke, která leží přesně na hranici okresů 13/14.
Ze směru Vídeň Meidling na jih se mezi stanicí Hütteldorf a Penzing rozdvojuje v obou směrech jízdy Westbahn (Západní dráha) na jih po spojovací trati s rychlodráhou S-Bahn na jih. V železniční stanici Penzing se rozdvojuje - také v síti S-Bahn - vídeňská předměstí směrem severozápadním. Ve 14. okrese jsou stanice: Wien Breitensee. V části okresu Breitensee je také U-Bahn-Station Hütteldorfer Straße linky podzemní dráhy U3 jako rychlý spoj do centra města. Penzing je také propojen s tramvajovými linkami 10, 49, 52 a 58 a několika autobusovými spoji.
Železniční stanice Wien-Penzing byla před první světovou válkou, z důvodu minimální vzdálenosti k zámku Schönbrunn, dějištěm státních návštěv. Dne 30. září 1903 cestoval německý císař Wilhelm II. ve svém dvorním vlaku z Penzingu. Dne 7. května 1908 přijel zase s příslušnou obřadností navštívit rakouského císaře Františka Josefa I.
V jihozápadní části okresu končí západní dálnice (A1) vedoucí z Walserbergu u Salcburku. Zde začíná západní vjezd z Vídně vídeňská silnice B1 a hned se rozděluje v Hietzingu (13. okres) jednosměrně do centra a v Hadikgasse (14. okres) jednosměrně na Auhof. Jednosměrný jízdní pruh podél hranice 13/14. okresu po obou stranách řeky Wienfluss.
Jako druhý západní výjezd je dále na sever B 223, z 16. okresu přes Flötzersteig k Linzer Straße; ta však nevede k západní dálnici, ale k B1 přímo na Purkersdorf.

### Vodovody
Mimo Albertinský vodovod přivádějící vodu z Halterbachtalu do vídeňských předměstí, byl Penzing také východiskem Laudonského vodovodu, pro zásobení vodou Hadersdorf a Weidlingau.

### Plynofikace
Anglická plynárenská společnost Imperial-Continental-Gas-Association začala v roce 1878 budovat plynárenská zařízení a v roce 1912 byla plynofikace dokončena. Další etapa plynofikace města Vídně začala 1932 nebo 1933 a probíhala až do roku 1983.

### Veřejná zařízení
- Reinhardtův ústav - univerzita pro hudbu a výtvarná umění
- Grafický zemský svaz - učitelský a zkušební ústav
- Hanuschova nemocnice - vídeňská nemocenská pokladna
- Sociálněmedicínské centrum - Baumgartner Höhe; Otto-Wagner-Spital - psychiatrická nemocnice s ošetřovatelským centrem ve Vídni
- Rekreační oblast - Steinhof
- Krytá plovárna - Hütteldorf
- Organizační centrum - továrna na rakve
- Europský dům
- Vega-Payer-Weyprecht-Kaserne - (Bundesheer)

## Sport
- Gerhard-Hanappi-Stadion - domovský stadion SK Rapid Wien
- Lyžařský vlek - louka "Vysoká stěna"
- SK Slovan Vídeň
- Penzing měl v první polovině 20. století vídeňský skokanský můstek

## Osobnosti
- Anton Ebert (1835-1892), malíř
- Otto Wagner (1841-1918), architekt
- Franz Conrad von Hötzendorf (1852-1925), maršál
- Gustav Klimt (1862-1918), malíř
- Ernst August (Braunschweig-Lüneburg) (1887-1953), politik
- Lotte Lenya (1898-1981), rakousko-americká herečka a pěvkyně
- Ernst Plischke (1903-1992),architekt
- Leon Askin (1907-2005), herec, režisér a producent
- Ernst Fuchs (* 1930), malíř, architekt, grafik a hudebník
- (viz také osobnosti uváděné v okresní městské části)